# قائمة رؤساء اتحاد البوسنة والهرسك
تعرض القائمة التالية قائمة بجميع رؤساء اتحاد البوسنة والهرسك ابتداء من سنة 1994 وحتى الوقت الحاضر.

## رؤساء اتحاد البوسنة والهرسك (1994 –حتى الآن)
الاتحاد الديمقراطي الكرواتي للبوسنة والهرسك (HDZ BiH)
  حزب العمل الديمقراطي (SDA)
  الحزب الديمقراطي الاجتماعي للبوسنة والهرسك (SDP BiH)
  حزب من أجل البوسنة والهرسك (SBiH)
  حزب حقوق البوسنة والهرسك الكرواتي (HSP BiH)
  حزب العدالة والثقة (SPP)
| الرقم | الصورة                                    | الاسم (تاريخ الولادة والوفاة) | الانتماء العرقي | فترة تولي المنصب | فترة تولي المنصب  | الحزب                                                  |
| ----- | ----------------------------------------- | ----------------------------- | --------------- | ---------------- | ----------------- | ------------------------------------------------------ |
| 1     |                                           | كريشمير زوبك (1947–)          | الكروات         | 31 مايو 1994     | 18 مارس 1997      | الاتحاد الديمقراطي الكرواتي للبوسنة والهرسك            |
| 2     |                                           | فلاديمير جولجيتش (1943–)      | الكروات         | 18 مارس 1997     | 29 ديسمبر 1997    | الاتحاد الديمقراطي الكرواتي للبوسنة والهرسك            |
| 3     |                                           | إيجوب جانيتش (1946–)          | البوشناق        | 29 ديسمبر 1997   | 1 يناير 1999      | حزب العمل الديمقراطي                                   |
| 4     |                                           | إيفو أندريتش لوزانسكي (1956–) | الكروات         | 1 يناير 1999     | 1 يناير 2000      | الاتحاد الديمقراطي الكرواتي للبوسنة والهرسك            |
| (3)   |                                           | إيجوب جانيتش (1946–)          | البوشناق        | 1 يناير 2000     | 1 يناير 2001      | حزب العمل الديمقراطي (إلى غاية مايو 2000)              |
|       | مُستقل (ابتداء من مايو 2000)               | إيجوب جانيتش (1946–)          | البوشناق        | 1 يناير 2000     | 1 يناير 2001      |                                                        |
| (4)   |                                           | إيفو أندريتش لوزانسكي (1956–) | الكروات         | 1 يناير 2001     | 28 فبراير 2001    | الاتحاد الديمقراطي الكرواتي للبوسنة والهرسك            |
| 5     |                                           | كارلو فيليبوفيتش (1954–)      | الكروات         | 28 فبراير 2001   | 1 يناير 2002      | الحزب الديمقراطي الاجتماعي للبوسنة والهرسك             |
| 6     |                                           | صافيت هاليلوفيتش (1951–2017)  | البوشناق        | 1 يناير 2002     | 27 يناير 2003     | حزب من أجل البوسنة والهرسك                             |
| 7     |                                           | نيكو لوزانتشيتش (1957–)       | الكروات         | 27 يناير 2003    | 22 فبراير 2007    | الاتحاد الديمقراطي الكرواتي للبوسنة والهرسك            |
| 8     |                                           | بورجانا كريشتو (1961–)        | الكروات         | 22 فبراير 2007   | 17 مارس 2011      | الاتحاد الديمقراطي الكرواتي للبوسنة والهرسك            |
| 9     |                                           | سيفكو بوديمير (1962–)         | الكروات         | 17 مارس 2011     | 9 فبراير 2015     | حزب حقوق البوسنة والهرسك الكرواتي (إلى غاية مارس 2013) |
|       | حزب العدالة والثقة (ابتداء من أبريل 2013) | سيفكو بوديمير (1962–)         | الكروات         | 17 مارس 2011     | 9 فبراير 2015     |                                                        |
| 10    |                                           | مارينكو سافارا (1967–)        | الكروات         | 9 فبراير 2015    | 28 فبراير 2023    | الاتحاد الديمقراطي الكرواتي للبوسنة والهرسك            |
| 11    |                                           | ليديا برادارا (1971–)         | الكروات         | 28 فبراير 2023   | يشغل المنصب حاليا | الاتحاد الديمقراطي الكرواتي للبوسنة والهرسك            |